# Kōnan, Aichi
Kōnan (江南市 Kōnan-shi, Giang Nam) là một thành phố thuộc tỉnh Aichi, Nhật Bản.
Tính đến năm 2010, thành phố có dân số vào khoảng 100.289 người và mật độ dân số 3,320 người/km². Tổng diện tích là 30,17 km².
Thành phố được thành lập vào ngày 1 tháng 6 năm 1954.